# Follina
Follina es una localidad y comune italiana de la provincia de Treviso, región de Véneto, con 3.644 habitantes. Se encuentra localizada a 60 kilómetros de distancia (37 millas) al noreste de Venecia y a 35 kilómetros al noroeste de Treviso. Situada en el corazón de las montañas Prealpi, justamente en la denominada Ruta del Vino Prosecco, Follina es una villa muy pintoresca. En el centro se encuentra una histórica abadía construida en 1170 bajo el mandato del Patriarca de Aquileia. El más conocido monje que la custodio fue San Carlos de Borromeo. Actualmente el centro de Follina es concurrido por turistas o visitantes de la zona por sus hermosos paisajes hacia las montañas Prealpi y por albergar a más de un par de buenos restaurantes. Sin lugar a dudas se trata de una villa que visitarse.

## Evolución demográfica
| Gráfica de evolución demográfica de Follina entre 1861 y 2001 |
|                                                               |
| Fuente ISTAT - elaboración gráfica de Wikipedia               |